# Зоопарк Таронга
Зоопа́рк Таро́нга (англ. Taronga Zoo) або Сіднейський зоопарк — міський зоопарк, розташований у місті Сіднеї (Новий Південний Уельс, Австралія).

## Загальні дані
Зоопарк розташований на північному узбережжі Сіднейської бухти у передмісті Сіднея Мосман (Mosman).

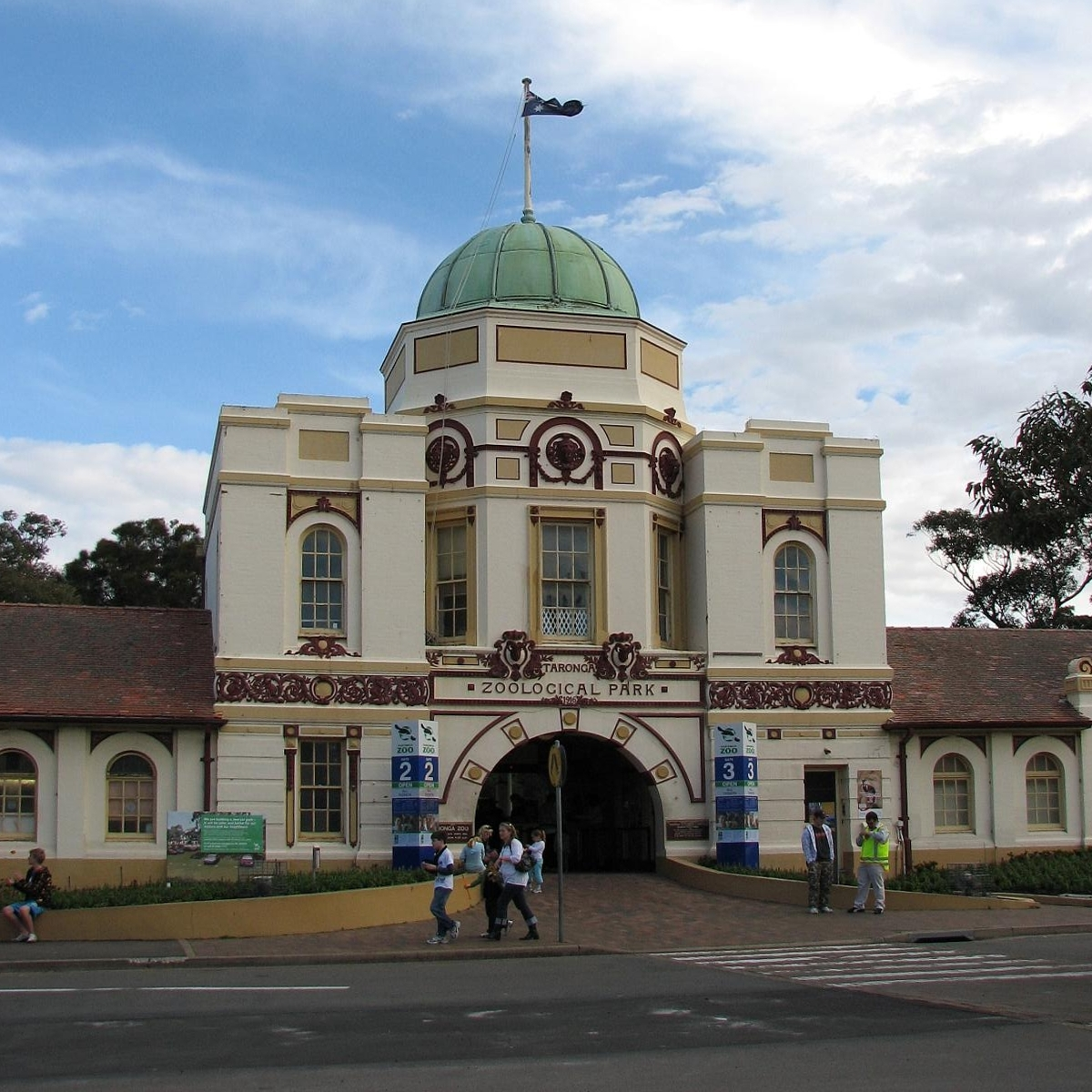
Центральний вхід до Зоопарку

Офіційною датою відкриття закладу вважається 7 жовтня 1916 року, але й раніше на цьому місці закладувався парк.
Зоопарк Таронга управляється Радою зоопарків Нового Південного Уельсу (Zoological Parks Board of New South Wales) під ТМ «Товариство збереження Таронга» (Taronga Conservation Society).
Вартість відвідання Сіднейського зоопарку (станом на кінець 2000-х рр.) — 48 австралійських доларів (42 — за вхід до зоопарку, 6 — за пором).

## Опис
Площа Зоопарку Таронга становить 21 гектар, роблячи його, таким чином, одним з найбільших у своєму роді.
Територія закладу розподілена на 8 зоогеографічних зон, тут утримуються понад 2 600 тварин 340 біологічних видів. Однією з найбільших атракцій парку є коали.
Дістатися до зоопарку можна поромом.

## Галерея

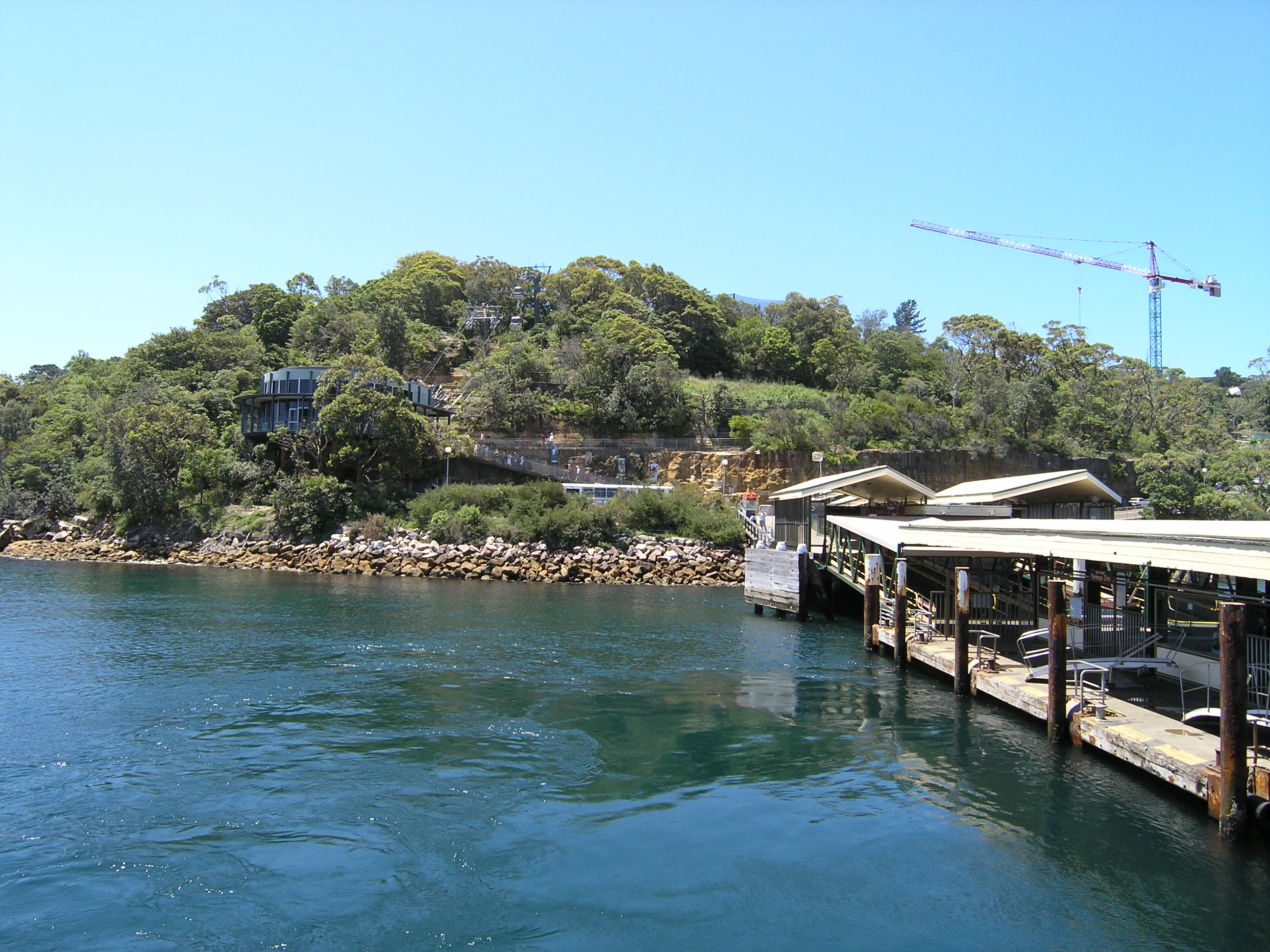
Причал порому Сіднейського зоопарку
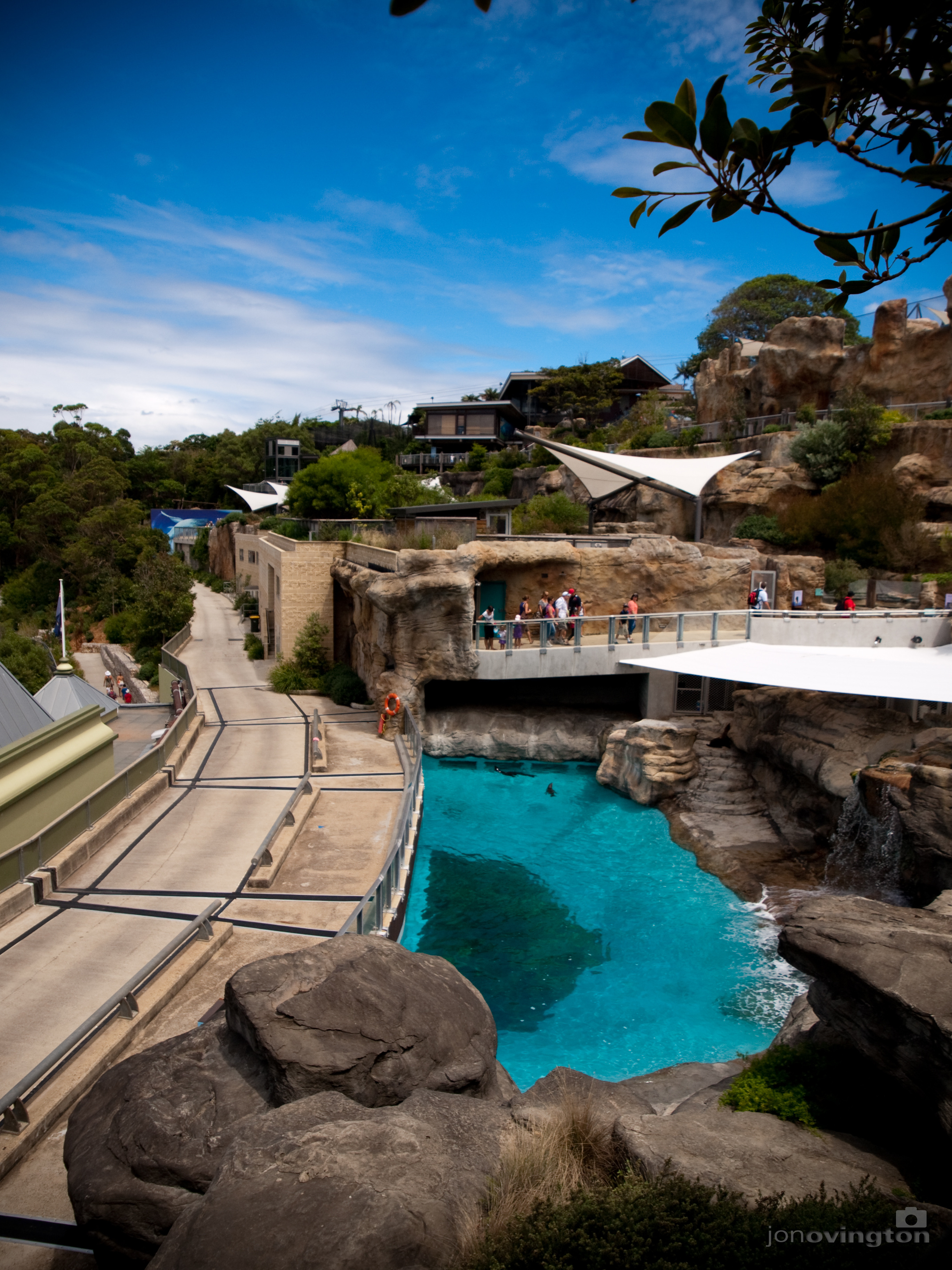
На території зоопарку
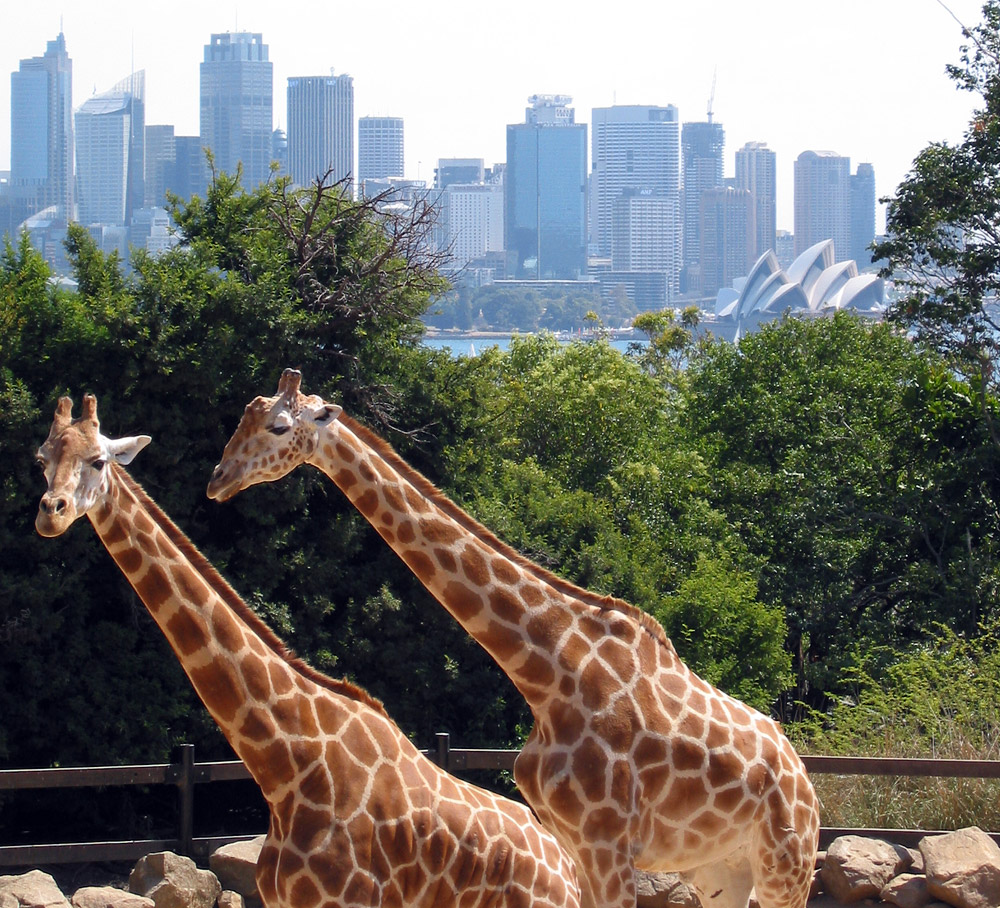
Жирафи в Зоопарку Таронга на тлі сіднейських хмарочосів
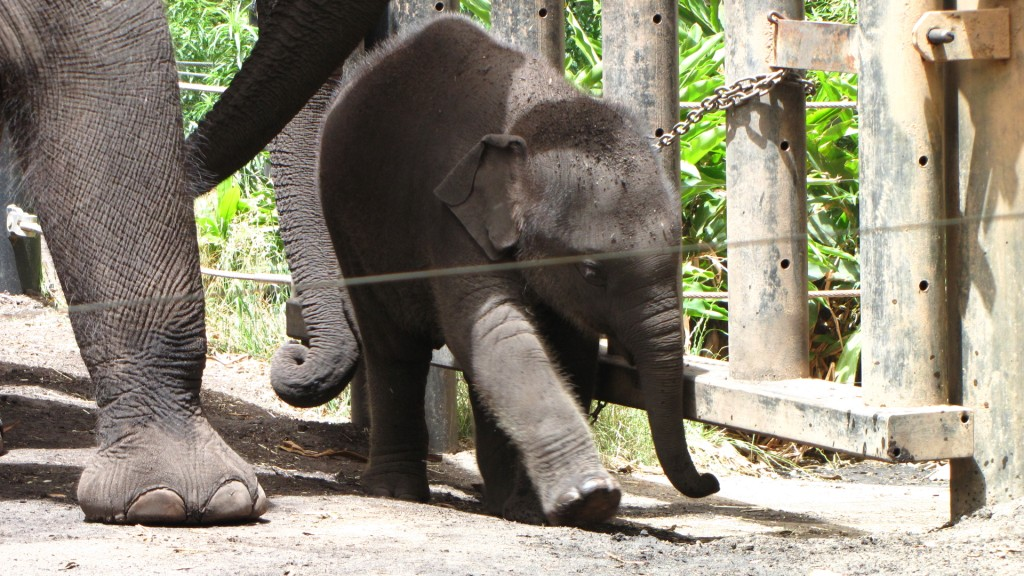
5-тимісячне слоненя Luk Chai, листопад 2009 року

## Виноски
1. ↑  Крук Олег Випадкова подорож континентом сновидінь. Про що повідають туристам в Австралії наскельні малюнки аборигенів, де зустріти кенгуру, як не потрапити на зуб крокодилу і чому австралійці сміються, почувши про «зелений континент» [Архівовано 7 листопада 2014 у Wayback Machine.] // «Україна Молода» № 14 за 26 січня 2010 року